# Saint-Jean-Ligoure
Saint-Jean-Ligoure è un comune francese di 419 abitanti situato nel dipartimento dell'Alta Vienne nella regione della Nuova Aquitania.

## Società

### Evoluzione demografica
Abitanti censiti